# Perșotravneve, Korosten
Perșotravneve (în ucraineană Першотравневе) este un sat în comuna Bondarivka din raionul Korosten, regiunea Jîtomîr, Ucraina.

## Demografie
Componența lingvistică a localității Perșotravneve
     Ucraineană (100%)
Conform recensământului din 2001, toată populația localității Perșotravneve era vorbitoare de ucraineană (100%).